# Gitarska pojačala
Gitarsko pojačalo je elektronički uređaj koji električni signal s magneta električne ili akustične gitare pretvara u zvučni signal.

## Povijest
Prva pojačala nastala su u ranim 1930-im kao produkt primjene ispravljačkih cijevi i elektrolitskih kondenzatora u elektronici, što je dovelo do skore izrade ekonomičnih napojnih jedinica i osnovnog polazišta za izradu pojačala. Općoj potražnji i uporabi pojačala uveliko je zaslužan i Leo Fender kad je 1949. godine predstavio svoj Fender Telecaster model električne gitare. U početku gitarska pojačala su se koristila za pojačavnje zvuka akustičnih gitara. Naročito između 1930-ih i 1940-ih godina u svijetu popularnosti havajske glazbe za ozvučenje havajskih gitari. Jasno je da su ta prva pojačala bila samo osnovno dizajnirana, i slabije snage. Do '50-ih godina rijetko koje da je prešlo snagu od petnaestak W. Ipak, svojom pojavom na glazbenom tržištu otvorila su jedan novi pravac u pristupu i poimanju glazbe. Kako su se glazba i ukusi mijenjali, tako su mnogi glazbenici eksperimentirajući težili ka drugom, i drugačijem. S početnog klasičnog, melodičnog tona, glazbenici 1960-ih teže ka izobličenijem (distorziranom) tonu. Tako se smatra da je prvu zvučnu distorziju uradio Dave Davies gitarist grupe The Kinks pomoću tzv. sistema štrika i konopa. U biti spojio je izlaz jednog s ulazom drugog pojačala, tako da je prvo (opterećeno) glumilo predpojačalo drugome. Genijalna zamisao koja dizajnerima nije pala na pamet. Kasniji modeli inspirirani ovom idejom za modeliranje efekta zvuka imaju ugrađena predpojačala, ili se kao dodatak koristila fuzz pedala. Gitarska pojačala sa standardnim efektom distorzije činila su 3/4 ukupnog broja modela pojačala.

## Specifične karakteristike
Najbitnija razlikovna obilježja pojačala za električnu gitaru u odnosu na standardna audio-pojačala su:
- Smanjenje širine pojasa frekvencije od instrumenta (za razliku od Hi-fi pojačala čija je svrha pokriti najširi spektar zvučnih frekvencija, od 20 Hz do 20 KHz)
- Gitarska pojačala imaju visoku dinamiku i sposobnost vračanja puls signal direktno gitari, tako da je spriječeno slanje nekomprimiranih signala.
- U glavi pojačala mogu biti ugrađeni razni modulatori zvuka, kao što su: reverb (sklop koji u trenutnom prostoru simulira eho/jeku), vibrata ili tremolo (interni oscilator koji modulira amplitudu ulaznog signala i tako na svojstven način modulira zvuk) i drugi.
- Kućište pojačala obično je izrađeno od drveta i obloženo s tkaninom, a uglovi su pojačani zaštitnim kutnicima.

Gitarska pojačala se proizvode u dva oblika: prvi, half-stack modeli gdje glava pojačala s elektronikom i kabinet sa zvučnicima su dizajnerski dvije odvojene i zasebne komponente, odnosno full-stack modeli s dva zvčna kabineta. I drugi model, ako je sve grupirano unutar jednog zajedničkog kućišta koje nazivamo kombo modeli pojačala.

## Vrste pojačala
Kao što je već rečeno gitarska pojačala su proizvedena u dva oblika: kombinirajuća i kombo modeli pojačala. Kombinirajući model znači kombinaciju koja sadrži glavu pojačala i kabinet sa zvučnicima dizajnerski odvojeno. Glava pojačala sadrži elektroniku koju u osnovi čini: pretpojačalo i pojačalo, dok zvučnički kabinet je zasebna kutija u kojoj su smješteni zvučnici. Kombo model pojačala podrazumijeva da su obje komponente (glava i zvučnik) smještene u jedan zajednički okvir. Ovakav modeli pojačala ima najmanje jedan 1/4" (TRS konektor) ulaz za spajanje električne gitare, a može imati i još dodatnih ulaza za spajanje raznih efekata kao što su: reverb, kompresija i drugo. Zatim, spoj za spajanje dodatnih zvučnih kabineta. U nešto manjoj praksi imamo dizajnirane modele pojačala s mogućnosti RCA stereo spajanja što omogućava povezivanje CD playera, prijenosnog media playera, ili nekog drugog izvora zvuka s pojačalom. Ili, modeli s 1/4" priključkom za slušalice, što glazbeniku omogućava bez ometanja uporabu pojačala u krugu obitelji i doma. Neki pak kombo modeli pojačala imaju izlaz za spajanje na PA sustave, snimajuću konzolu, ili za spajanje na drugo pojačalo. U većini stilova rocka i blues glazbe gitaristi rijetko koriste ove mogućnosti, jer se smatra da ton iz pojačala kabineta zvučnika ima sebi svojstvenu boju i toplinu.

Modele pojačala sa zasebnom glavom pojačala koja se obično nalazi na vrhu jednog ili više zvučnih kabineta zovemo "stack" odnosno "full stack" pojačala. Na ovom popisu svakako su i modeli glava pojačala koji uz standardne ulaze imaju i dodatni ulaz za mikrofon (što nije često pružena opcija, a čije ograničenje uporabe ovisi o modelu napajanja), i prepozna se po tro - pinskom XLR konektoru. U daljem popisu gitarskih pojačala nalaze se tranzistorski modeli, koji su od cijevnih modela lakši u težini, i manje su tržišne cijene. Njih glazbenici bluesa i rocka izbjegavaju jer cijevna pojačala kako je rečeno, imaju svoj specifični ton, kojeg tranzistorski modeli ne mogu proizvesti. Cijevna pojačala su teža i skuplja od tranzistorskih, a njihovo održavanje iziskuje potrebu periodičnog mijenjanja cijevi i re-bias (ujednačavanje napona) izlaznih cijevi. Zbog toga su neke tvrtke dizajnirale modele koji ne trebaju ovakav vid održavanja, već su modeli pojačala koji su dizajnirani kombiniranom ugradbom cijevi i tranzistorske tehnologije. Najnoviji skok u dizajnu pojačala očitava se u razvoju i primjene mikroprocesora i digitalne obrade signala, te primjene "modelirajućih modela pojačala" koja su se razvila u kasnom '90-im godinama. Ovi modeli mogu simulirati zvukove raznih drugih poznatih cijevnih modela pojačala, iako nisu tako dizajnirana. Zatim, tu su i modeli pojačala s procesorima i sofverom koja uspješno oponašaju zvuk klasičnih pojačala.

Glazbenicima je na izbor dostupan široki spektar modela pojačala od kojih su neki dizajnirani za opću oporabu, neki za uporbu specifičnih instrumenata, ili za reprodukciju specifičnih zvukova.
 Dijelimo ih u dvije grupe: pojačala prema namjeni, i prema modelu pojačanja.  

#### Prema namjeni
- Standardno gitarsko pojačalo ponekad dizajnirano s vibrato i reverb efektom, prepoznatljivo je po toplom i čistom zvuku. Standard modeli pojačala kao npr. iz Fender "Tweed" serije često se koriste u tradicionalnoj blues ili country glazbi, ali su isto tako popularni i među glazbenicima koji njeguju indie i alternativni stil glazbe.
- Pojačala za klavijature u početnoj zamisli bila su dizajnirana kao klasična pojačala, da bi se s promjenom stila glazbe pojavili novi modeli koji su u sebi imali efekt distorzije. Ovakvi modeli pojačala ponekad kao dodatak imaju i on-board mikser koji klavijaturisti daje mogućnost korištenja više klavijatura.
- Hard-rock pojačala po definciji imaju predviđeno predpojačalo s neophodnim kontrolerima: efekta distorzije za sve oblike i vrste zvuka, kao i filtere tona. U praksi to znači da uz naglašeni efekt distorzije gitarista otvori i pot gaina (čvrstine) blizu maksimuma. Jedan od najpopularnijh predstavnika za ovakav stil glazbe su modeli Marshall pojačala, koji se koriste u širokom spektru i drugih žanrova glazbe poput: pop-rocka, punk rocka, heavy metala i slično.
- Akustična pojačala svojim dizajnom su zamišljena tako da uporabljena s instrumentima koji u sebi imaju ugrađen mikrofon ili piezo magnet reproduciraju akustičan, čist i transparentan ton. Inače, u osnovi su jako slična pojačalima za klavijature.
- Pojačala za bas-gitaru su specifično dizajnirana pojačala za kvalitetnu reprodukciju niskih tonova. Nastala su kao potreba/odgovor usavršenim gitarskim pojačalima jer se klasični (onda zvani) uspravni bas zvukom više nije mogao nositi s njima. Današnji modeli bas pojačala daleko su dizajnerski napredovala: imaju ugrađen kompresor koji štiti pojačalo pri sviranju na višoj snazi, ili imaju direktan izlaz za spajanje bas signala u miksetu. A zbog specifičnih toplinskih uvjeta koji vladaju unutar pojačala rješenje se pronašlo u pasivnim ili kombo hladnjacima. Zbog toga su od gitarskih modela puno teža.

#### Prema modelu pojačanja
Modeli cijevnih pojačala do uvoda tranzistorskih 1970. godine, superiorno su glazbenim tržištem dominirali. U stvari, unatoč velikoj prednosti tranzistora, njihova popularnost za razliku od nekih drugih cijevnih uređaja kao TV-a, koji je danas slobodno rečeno de-mode konstantno održala. Razlog tomu je njihov jednostavan dizajn, kojeg u principu čini predpojačalo s barem dvije triode. Princip rada je taj da jedan signal preko pota za ton bude prebačen u druge segmente pojačala. Ostali signali trioda razdvajaju se prema kontrolnoj lampi i sklopnom prekidaču (on/off) na pojačalu. U modele predpojačala i pojačala većinom su ugrađene ECC83/12AX7/7025, a na izlazu EL34/6CA7/KT77 ili 6L6/KT66 modeli vakuumskih cijevi. U svijetu zbog različitog sistema označavanja poznata su kao: "tube powered" ili  "valve powered". Uglavnom misli se na isti model proizvoda. I Leo Fender je dizajnirao modele cijevnog pojačala s 6V6 cijevi, ali je ubrzo ugrađivao model 6L6 cijevi jer su pojačala imala bogatiji i žešči zvuk.  
- Cijevna pojačala u principu rade po izvedbi prostog električnog kruga kojeg štiti transformator niskog napona. Ovim modelima pri slabijem naponu vakuumske cijevi na izlazu se stvori opterećenje koje automatski oduzima potrebnu radnu snagu. Kao produkt stvara se efekt izobličene kompresije zvuka. Kod Hi-fi uređaja tada se opaža negativno slabiji dinamički raspon, ali zato ova pojava kod gitarističkog pojačala znači dobru kompresiju i dugo trajanja tona (dugi sustain).
- Tranzistorska pojačala su modeli nastali nakon izuma i primjene tranzistora u elektronici. Što se tiće dizajna, u osnovi su to manji modeli prilagodljivi za kućnu izradu i vježbe u manjem prostoru. Idealni su za prijevoz. Od cijevnih modela tranzistorska pojačala cijenovno su nižeg razreda, a svoju primjenu su našli kod glazbenika koji pri izražavanju svoje glazbe preferiraju čistiji zvuk, bez primjesa distorzije.
- Modelirajuća pojačala su modeli pojačala koncipirani na primjeni digitalne tehnike. Tako dizajnirana imaju mogućnost modeliranja i simulacije zvuka, što im pri ozbiljnijem radu u studiju, ili na sceni, daje prednost pred drugim modelima. Princip rada se sastoji u tome da se pomoću digitalnog zvučnog procesora ulazni analogni signal pretvori u digitalni. U biti ovi modeli uspješno kopiraju i simuliraju rad tranzistorskih i cijevnih modela pojačala, što nailazi na negodovanje iskusnijih gitarista koji smatraju da stvarne zvučne kabinete u fazi kreiranja zvuka ne može zamijeniti nikakva digitalna tehnika.
- Hibridna pojačala su najsuvremeniji modeli različitih izvedbi. Najčešće su dizajnirana tako da predpojačalo jeste/ima oblik cijevi koje ne prekida maksimalnu amplitudu nego ostane u toj visini, i kao rezultat takvog signala stvori kompresiju koja repreoducira puniji overdrive zvuk. Otporniji su od tranzistorskih modela jer pojačani signal kroz tranzistorsku tehniku proslijede direktno zvučnicima, a da im pri tome sama snaga nije bitna.

## Proizvođači
Fender | Marshall |  Bad Cat | Yamaha | Acoustic | VOX | Ampeg | VHT Amplification | Bogner | Trace Elliot | Behringer | Tech 21 | Blackheart | Soldano | Blackstar | Crate | Selmer | Diezel | Roland | Hartke | Dumble | Rivera | Randall | Engl | Peavey | Framus | Gallien-Krueger | Orange | Gibson | Music Man | Hughes & Kettner | Ibanez | Matchless | Jim Kelley | Laney | Mesa/Boogie | Line 6 | Krank amps | Hiwatt

## Vanjske poveznice
- Pregled modela gitarskih pojačala na "tube-tone"
- Vintage modeli gitarskih pojačala
- Opis cijevnih modela gitarskih pojačala na "Fonaru"  Arhivirana inačica izvorne stranice od 19. ožujka 2011. (Wayback Machine)